# تامس ام. کاور
تامس ام. کاور (به انگلیسی: Thomas M. Cover)‏ (۱۹۳۸–۲۰۱۲) متخصص نظریهٔ اطلاعات و استاد مشترک دانشکده‌های مهندسی برق و آمار در دانشگاه استنفورد بود. او تقریباً همهٔ دورهٔ کاری‌اش را وقف توسعهٔ رابطه بین نظریهٔ اطلاعات و آمار کرد.
او لیسانس فیزیک را از ام‌آی‌تی و پی‌اچ‌دی در مهندسی برق را در ۱۹۶۴ از دانشگاه استنفورد دریافت کرد.
او در دوران ۴۸ ساله فعالیتش به عنوان استاد مهندسی برق و آمار در دانشگاه استنفورد، ۶۴ دانشجوی پی‌اچ‌دی فارغ‌التحصیل کرد، بیش از ۱۲۰ مقاله ژورنال در زمینه‌های یادگیری، نظریه اطلاعات، پیچیدگی آماری، بازشناخت الگو، , و نظریه سبد سهام مدرن منتشر کرد؛ و با شراکت جی تامس کتاب عناصر نظریه اطلاعات را تألیف کرد، که از زمان انتشار ویراست اولش در سال ۱۹۹۱ تبدیل به مورداستفاده‌ترین کتاب به عنوان آشنایی ای با این زمینه شده است.